# Zagorje (Bośnia i Hercegowina)
Zagorje – wieś w Bośni i Hercegowinie, w Federacji Bośni i Hercegowiny, w kantonie zachodniohercegowińskim, w gminie Posušje. W 2013 roku liczyła 694 mieszkańców, z czego większość stanowili Chorwaci.